# Kakemono

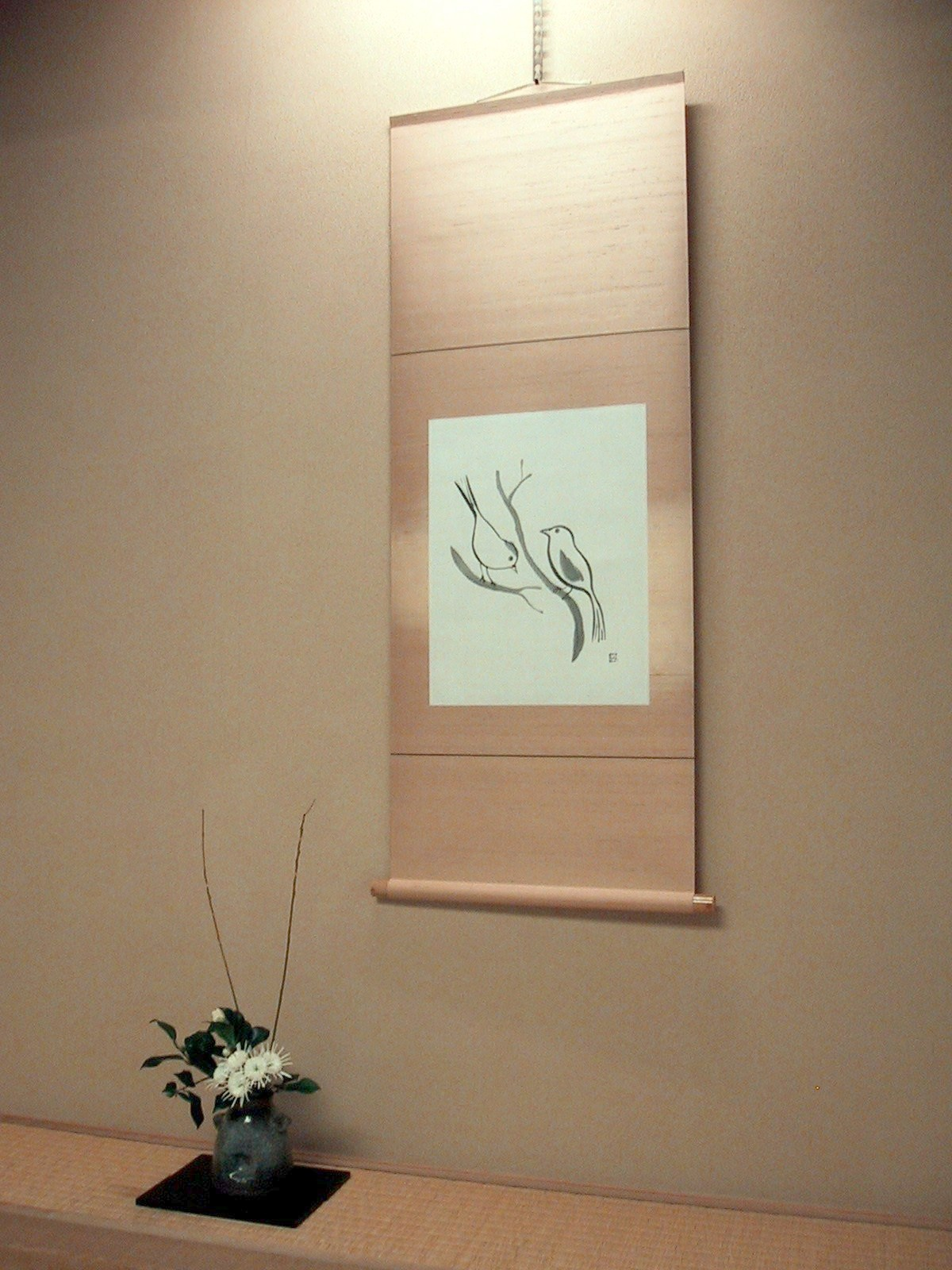
Kakemono und Ikebana in einem Tokonoma

Ein Kakemono (japanisch 掛け物) oder Kakejiku (掛け軸) ist ein japanisches, hochformatiges Rollbild. Es handelt sich dabei um einen Papier- oder Seidenbogen, der mit Tusche oder Wasserfarben bemalt oder beschrieben ist und am oberen und unteren Ende durch einen Rundstab gefasst wird. Dabei wird das hohe Tatejiku (立軸) von dem breiten Yokojiku (横軸) unterschieden. Im Gegensatz dazu stellt das Makimono (巻物) eine Langrolle dar, die an beiden Seiten durch einen Stab stabilisiert wird.
Kakemono werden vor allem an Festtagen oder zum Besuch eines besonderen Gastes entrollt und an die Wand oder in eine traditionelle Bildnische, die Tokonoma, gehängt. Das Makimono wird meist auf dem Fußboden ausgerollt und ansonsten zusammengerollt aufbewahrt. In einem japanischen Teehaus ist ein Kakemono meist Bestandteil eines Arrangements gemeinsam mit einem Ikebana, um die beruhigende Stimmung für die japanische Teezeremonie zu unterstützen. Anders als der Japanische Wandschirm kann ein Kakemono sehr schnell ausgetauscht und verstaut werden.
Von Bedeutung in der Teezeremonie sind Kakemono mit kalligraphischen buddhistischen Sinnsprüchen (Kōan), die vom Chajin passend zum Anlass gewählt werden und immer einen meditativen Hintergrund haben.

## Geschichte
Das Kakemono (chinesisch 挂/掛圖, Pinyin guàtú) wurde in Japan während der Heian-Zeit aus China eingeführt, wo es bis heute ebenfalls existiert. Frühe Formen galten vor allem den Buddhisten als religiöse Bilder oder als Medium für ihre Kalligraphien und poetischen Schriften. Erst in der Muromachi-Zeit wurden Landschaften, Blumen und Vögel zu den bevorzugten Motiven der Bildrollen. Heute findet man zudem zunehmend Bildrollen mit japanischen Manga-Motiven oder auch Bilder mit populären Kung-Fu-Schauspielern in Form der traditionellen Bildrollen.